# Кация, Самсон Ханашович
Самсон Ханашович Кация (1893 год, село Адзюбжа, Сухумский округ, Кутаисская губерния, Российская империя — 30 марта 1978 года, село Адзюбжа, Очемчирский район, Абхазская АССР, Грузинская ССР) — звеньевой колхоза имени Сталина Очемчирского района, Абхазская АССР, Грузинская ССР. Герой Социалистического Труда (1948).

## Биография
Родился в 1893 году в крестьянской семье в селе Адзюбжа Сухумского округа.
С раннего возраста трудился в сельском хозяйстве. Во время коллективизации вступил в 1932 году в местный колхоз имени Сталина Очемчирского района. В послевоенное время — звеньевой полеводческого звена в этом же колхозе.
В 1947 году звено под его руководством собрало в среднем с каждого гектара по 72,47 центнера кукурузы на площади 3 гектара. Указом Президиума Верховного Совета СССР от 21 февраля 1948 года удостоен звания Героя Социалистического Труда за «получение высоких урожаев кукурузы и пшеницы в 1947 году» с вручением ордена Ленина и золотой медали «Серп и Молот» (№ 697).
Этим же Указом званием Героя Социалистического Труда был награждён труженик колхоза имени Сталина звеньевой Кондрат Казаутович Кация.
После выхода на пенсию проживал в родном селе. Будучи пенсионером, активно участвовал в художественной самодеятельности. Вместе с местным народным ансамблем абхазских долгожителей гастролировал в различных странах.
Умер 30 марта 1978 года.